# Elyas Machera
Elyas Machera is een personage uit de fantasy-boekencyclus Het Rad des Tijds, geschreven door Robert Jordan. Elyas is een man die net als Perijn Aybara (een hoofdpersonage uit de serie) met wolven kan communiceren, en deze helpt met diens vreemde en gevaarlijke gave. De serie gaat over de beste vriend van Perijn, Rhand Altor, de Herrezen Draak, die geacht wordt de Duistere zelf te bevechten tijdens Tarmon Gai’don, de laatste slag.
Elyas Machera ontmoet Perijn als deze samen met Egwene Alveren uit de spookstad Shadar Logoth vlucht. Hij onthult aan Perijn dat hij met wolven kan communiceren en dat Perijn zelf net als hij een 'wolfsbroeder' is. Hij vertelt hem bovendien dat hij vroeger een zwaardhand van een groene Aes Sedai zuster is geweest (Rina), en later blijkt dat hij opgejaagd geweest is door zusters van de Rode Ajeh, die zijn 'gave' niet begrijpen. Elyas, Perijn en Egwene verblijven enige tijd bij de geweldloze 'Ketellapers' (het Trekkende Volk), waarna ze in een 'Stedding' belanden. Daar helpt Elyas hen bij een confrontatie met de Kinderen van het Licht, waarna hij verdwijnt. Pas veel later neemt Elyas opnieuw contact op met Perijn, als deze zijn vrouw Faile Bashere tracht te bevrijden van de Shaido-Aiel.